# Шигаєво (Новосибірська область)
Шигаєво (рос. Шигаево) — село у Сузунському районі Новосибірської області Російської Федерації.
Входить до складу муніципального утворення Бітковська сільрада. Населення становить 243 особи (2010).

## Історія
Згідно із законом від 2 червня 2004 року органом місцевого самоврядування є Бітковська сільрада.

## Населення
| 2002 | 2007 | 2010 |
| ---- | ---- | ---- |
| 360  | ↘267 | ↘243 |